# Steffen Hamann
Pour les articles homonymes, voir Hamann.
Steffen Hamann, né le 14 juin 1981 à Rattelsdorf, en Allemagne de l'Ouest, est un joueur allemand de basket-ball, évoluant au poste de meneur.

## Carrière
Au début de sa carrière, Hamann a une double licence et évolue à la fois avec le TSV Tröster Breitengüßbach, qui évolue en seconde division, et le Brose Baskets, qui évolue en première division.